# Museo de Historia Natural

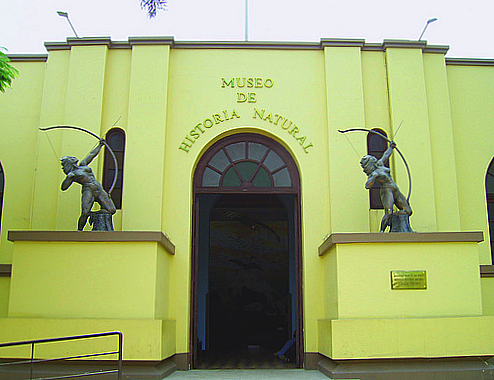
Das Museo de Historia Natural

Das Museo de Historia Natural (UNMSM) ist ein Naturkundemuseum in Lima, der Hauptstadt Perus. Es befindet sich an der Av. Arenales 1256.
Das Museum widmet sich der Ökologie und Geologie des Landes. Gegründet wurde es 1918 von der Fakultät der Wissenschaften der Universidad Nacional Mayor de San Marcos. Erster Direktor war Carlos Rospigliosi.

## Publikationen des Museums
Seit 1937 wird das Boletín del Museo de Historia Natural herausgegeben, seit 1948 erscheinen die Publicaciones del Museo  Publicaciones del Museo, seit 1951 erscheinen die Memorias del Museo und seit 1964 wird die Serie de Divulgación veröffentlicht.

## Liste der Direktoren
- Carlos Rospigliosi (1918–1938)
- Carlos Morales (1938–1947)
- Jehan Vellard (1947–1956)
- Bernardo Boit (1956–1961)
- Ramón Alejandro Ferreyra (1961–1981)
- Hernando de Macedo (1981–1985)[1]
- Emma Cerrate (1985–1988)
- Gerardo Lamas (1988–1992)
- Hernán Ortega (1992–1995)
- Magda Chanco (1995–1996)
- Niels Valencia (1996–2005)
- Gerardo Lamas (2006–2009)
- Betty Millán (seit 2010)

## Belege
1. ↑  In Memoriam doctor Hernando De Macedo Ruiz (1925–2015). In: Revista Peruana de Biología. Band 22, Nr. 2, Lima 2015.

Koordinaten: 12° 4′ 38,8″ S, 77° 2′ 14,4″ W